# La Barberina
La Barberina właściwie Barbera (Barbara) Campanini (ur. 7 czerwca 1721 w Parmie (Włochy), zm. w swoje 78 urodziny, 7 czerwca 1799 w swej posiadłości w Barszowie w parku pałacowym na atak serca) – tancerka baletowa pochodzenia włoskiego sławna w XVIII w.

## Życie
Nauki pobierała u Antonia Rinaldiego, zwanego Fossano. Jako jego partnerka wyjechała do Paryża, gdzie debiutowała w 1739 roku w operze Rameau Fêtes de Hèbé ou Les Talens Lyriques. W czasie pobytu w Paryżu miała licznych kochanków, w tym Wiktora Amadeusza I Sabaudzkiego, księcia Carignano. Występowała także w Londynie i Wenecji. Faworyta króla Prus Fryderyka II, który w zemście za odrzucenie jego propozycji występów w „Królewskiej Operze” w Berlinie, porwał ją w 1744 roku i uwięził w Poczdamie. Uwolniona została 8 maja 1744 roku. Od 1745 roku zamieszkała w Berlinie, gdzie znana była ze skandalicznego trybu życia. Mówiono nawet o romansie z Fryderykiem II, ale złośliwcy szeptali: podoba mu się, bo ma bardzo męskie nogi. Potajemnie wyszła za mąż w 1749 roku za barona Carla Ludwiga von Cocceji, brata polskiego generała Karola Fryderyka de Cocceji, syna kanclerza Samuela von Cocceji i wyjechała do Głogowa, gdzie mąż jej objął urząd wiceprezydenta rejencji. W 1759 doszło do separacji, lecz z mężem rozwiodła się dopiero w 1788.
W 1759 roku od Juliany z d. von Malzan (1710–1763), wdowy po gen. Hansie Karolu von Winterfeldcie kupiła posiadłość w Barszowie, w której w 1789 roku założyła konwent dla dziewcząt ze zubożałych rodzin szlacheckich Fräuleinstift, gdzie uczono zasad prowadzenia domu, dobrych manier, rolnictwa i ogrodnictwa. Fundacja utrzymała się do I wojny światowej. Za wkład w utworzenie fundacji otrzymała z rąk Fryderyka Wilhelma II tytuł hrabiny i prawo do noszenia orderu jej imienia Orden des Gräflich Campaninischen Fräuleinstiftes. Dewiza orderu brzmiała Virtuti asylum („Schronienie dla cnoty”), co wywołało uszczypliwe komentarze współczesnych, którzy plotkowali, że we wcześniejszych latach, w Paryżu, Wenecji a szczególnie w Londynie, obecna pani przełożona sprzedawała swe łaski za brzęczącą monetę, przy czym rajfurzyła jej własna matka.
W położonym na północ od Barszowa Grodowcu (niem. Hochkirch) ufundowała ołtarz pw. Czternastu Wspomożycieli, pod którym znajduje się grobowiec, gdzie niegdyś spoczywały jej szczątki (obrabowany po 1945 roku).
Barbara Campanini jest wspomniana w książce z serii „Pan Samochodzik” autorstwa Sebastiana Miernickiego pod tytułem Pan Samochodzik i królewska baletnica.

## Filmografia
- Die Tänzerin von Sanssouci (także: Barberina), film niemiecki (1932), reżyseria: Friedrich Zelnik(inne języki). W roli Barbary Lil Dagover, w roli Fryderyka Wielkiego: Otto Gebühr(inne języki), w roli barona Cocceji Hans Stüwe(inne języki).